# Brachyenteron
Brachyenteron är ett släkte av plattmaskar. Brachyenteron ingår i familjen Steganodermatidae.
Kladogram enligt Catalogue of Life:
| Brachyenteron | \| \| Brachyenteron doderleiniae \| \| \| \| \| \| Brachyenteron peristedioni \| \| \| \| |
|               | \| \| Brachyenteron doderleiniae \| \| \| \| \| \| Brachyenteron peristedioni \| \| \| \| |
|               | Deretrema                                                                                 |
|               |                                                                                           |
|               | Hudsonia                                                                                  |
|               |                                                                                           |
|               | Lepidophyllum                                                                             |
|               |                                                                                           |
|               | Proctophantastes                                                                          |
|               |                                                                                           |
|               | Pseudochetosoma                                                                           |
|               |                                                                                           |
|               | Steganoderma                                                                              |
|               |                                                                                           |
|               | Urinatrema                                                                                |
|               |                                                                                           |
|               | Brachyenteron doderleiniae                                                                |
|               |                                                                                           |
|               | Brachyenteron peristedioni                                                                |
|               |                                                                                           |

|  | Brachyenteron doderleiniae |
|  |                            |
|  | Brachyenteron peristedioni |
|  |                            |